# 8732 Champion
A 8732 Champion (ideiglenes jelöléssel 1996 XR25) a Naprendszer kisbolygóövében található aszteroida. T. Seki fedezte fel 1996. december 8-án.